# Aaron Valent

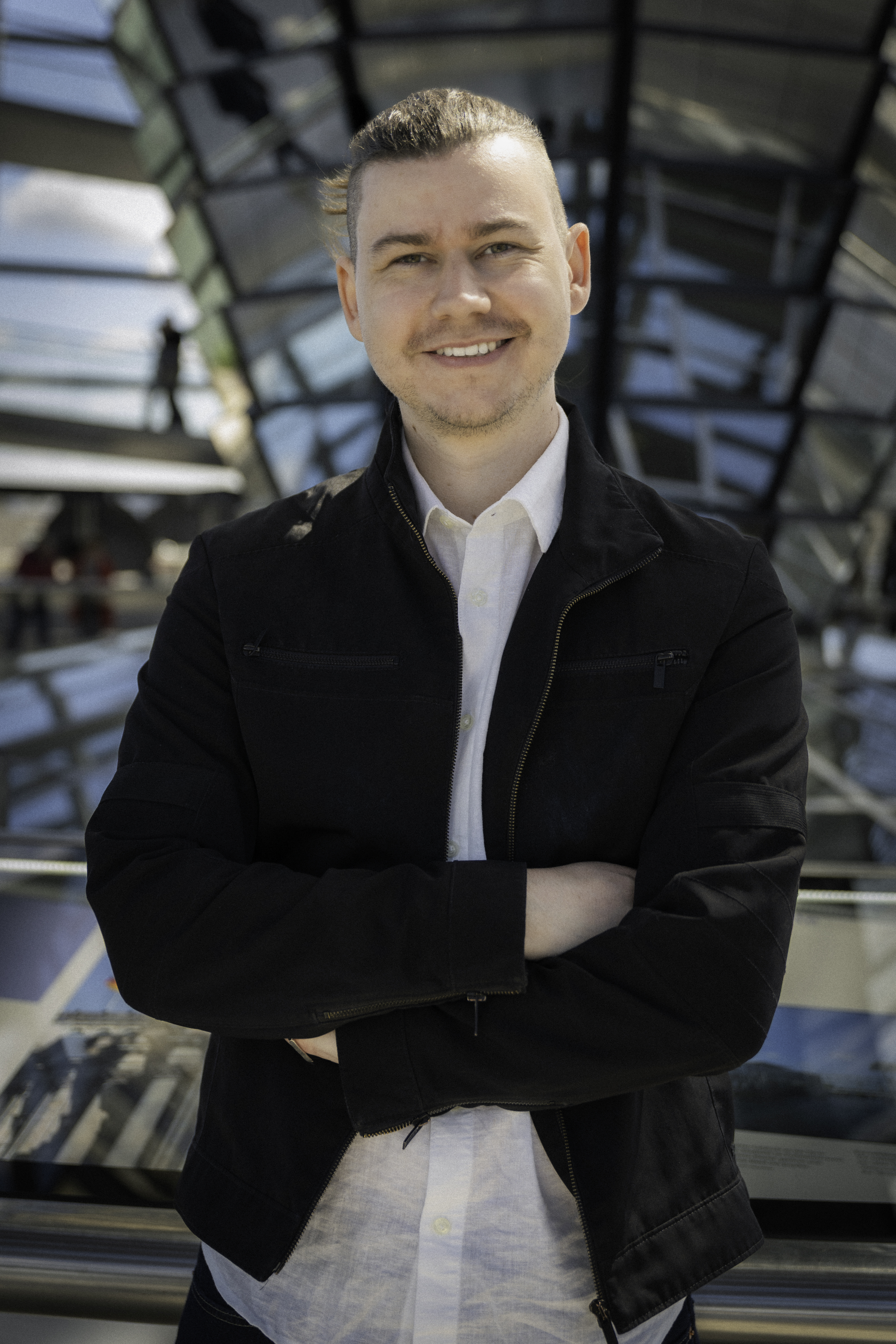
Aaron Valent (2025)

Aaron Valent (* 14. März 1997 in Starnberg) ist ein deutscher Politiker (Die Linke). Er ist Mitglied des Deutschen Bundestages.

## Persönlicher Werdegang
2023 kandidierte Aaron Valent für die Bezirkstagswahl in Unterfranken und studierte zwischenzeitlich an der Julius-Maximilians-Universität Würzburg. Im Rahmen seines Studiums war er Mitglied der Fachschaftsinitiative, des Fachschaftenrates der Fakultät für Humanwissenschaften und des studentischen Konvents der JMU Würzburg. Er engagierte sich im Sprecherinnen und Sprecherrat im Referat Außenpolitik und Networking. Weiterhin war er Delegierter in der Landes-Asten-Konferenz Bayern. Zum Zeitpunkt seiner Wahl in den Bundestag durchlief Valent eine Ausbildung als Rechtsanwaltsfachangestellter.

## Politischer Werdegang
Er ist Mitglied des Landesvorstands Bayern der Partei Die Linke.
Bei der Bundestagswahl 2025 kandidierte Valent im Wahlkreis 250 in Würzburg. Er holte dort 13 Prozent der Erststimmen und verpasste das Direktmandat. Valent zog über Platz 6 der bayerischen Landesliste seiner Partei in den 21. Deutschen Bundestag ein.
Valent ist ordentliches Mitglied im Ausschuss für Recht und Verbraucherschutz. Er ist stellvertretendes Mitglied im Haushaltsausschuss und im Finanzausschuss.